# Amphinemura okinawaensis
Amphinemura okinawaensis is een steenvlieg uit de familie beeksteenvliegen (Nemouridae). De wetenschappelijke naam van de soort is voor het eerst geldig gepubliceerd in 1968 door Kawai.